# キャピトル・コリドー

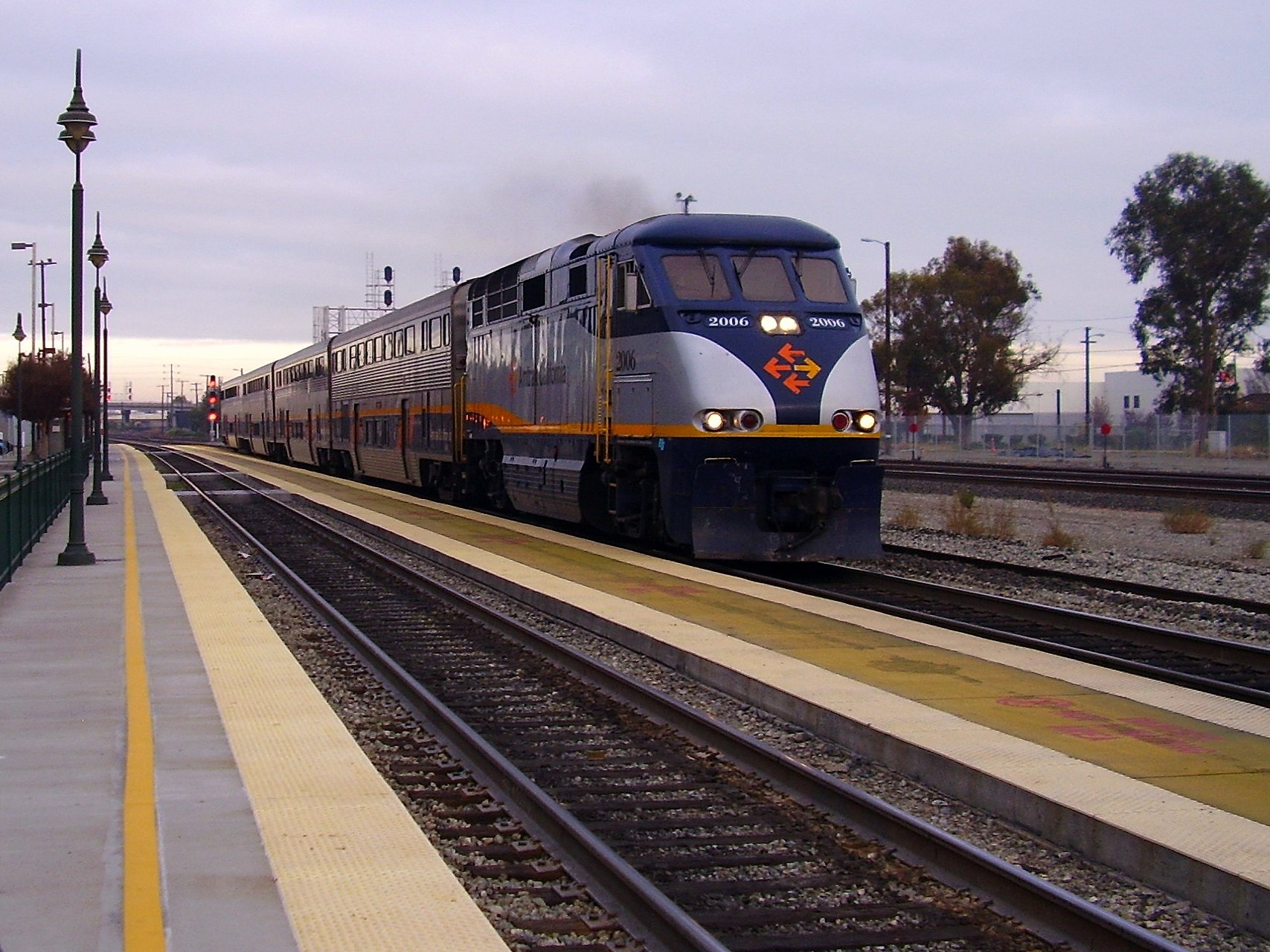
サンタ・クララ駅で発車を待つキャピトル・コリドー

キャピトル・コリドー (interactive map)

キャピトル・コリドー (英語: Capitol Corridor) は、アメリカ合衆国のアムトラックが運行する、カリフォルニア州のオーバーンとサンノゼを結ぶ列車である。オーバーン発着の列車は1日に1本で、そのほかはサクラメント - サンノゼ間またはサクラメント - オークランド間で運転されている。都市間鉄道と通勤鉄道の両方の性格を併せ持ち、平日と週末では運転本数が異なる。
列車名は現州都であるサクラメントと最初の州都であったサンノゼを結んでいることに因む。なお途中では過去に州都であったヴァレーホやベニーシャの近くも通る。
この列車はしばしば「キャピタル・コリドー」とも呼ばれるが、列車名は"Capital-"ではなく"Capitol-"であるため、これは誤りである。
この列車はカリフォルニア州交通局 (Caltrans)を通じて州の財政的援助を受け、サン・ホアキンと共通運用でCaltrans所有の"Amtrak California"と書かれた車両で運転されている。しかしこの列車はアムトラック・カリフォルニアには属しておらず、キャピトル・コリドー広域行政組織(The Capitol Corridor Joint Powers Authority, CCJPA)の監督下にあり、日常業務はBART (ベイエリア高速鉄道)の職員が行っている。
この列車はアムトラックの路線の中ではノースイースト・リージョナル、アセラ・エクスプレス、パシフィック・サーフライナーに続いて4番目に利用者が多い。2013年度の1日利用者数は4,661人。
使用している車両の詳細は「アムトラック・カリフォルニア#車両」を参照。